# 尼格兰
尼格兰，是西班牙加利西亚自治区蓬特韦德拉省的一个市镇。 总面积35平方公里，总人口16.11人（2001年），人口密度460人/平方公里。